# بهروز وثوقي
بهروز وثوقي (بالفارسية: بهروز وثوقی) ممثل إيرانيًا؛ مثل في السينما ما قبل الثورة ويُعد أحد نجوم ذلك الوقت في إيران. وهو أيضًا مقدم برامج تلفزيونية وعارض أزياء، حيث ظهر في أكثر من 90 فيلمًا ومسرحية. كما عمل في التلفزيون والراديو والمسرح. حازت أعماله على تقدير في العديد من المهرجانات السينمائية الدولية، بما في ذلك جائزة أفضل ممثل في مهرجان الفيلم الدولي الهندي عام 1974 وجائزة Lifetime Achievement في مهرجان سان فرانسيسكو السينمائي الدولي في عام 2006.

## وصلات خارجية
- بهروز وثوقي على موقع IMDb (الإنجليزية)
- بهروز وثوقي على موقع ألو سيني (الفرنسية)
- بهروز وثوقي على موقع قاعدة بيانات الأفلام السويدية (السويدية)
- بهروز وثوقي على موقع قاعدة بيانات الفيلم (الإنجليزية)
- بهروز وثوقي على موقع كينوبويسك (الروسية)